# Interkosmos 3
Interkosmos 3 (Интеркосмос 3 em russo), também denominado DS-U2-IK Nº 1, foi um satélite artificial soviético lançado em 7 de agosto de 1970 por um foguete Kosmos-2I a partir da base de Kapustin Yar.

## Características
O Interkosmos 3 foi o primeiro membro da série de satélites DS-U2-IK e foi dedicado ao estudo da ionosfera terrestre. Levava a bordo instrumentos para a detecção de prótons e elétrons de alta energia e para a detecção de ondas de rádio na faixa de VLF e um magnetômetro para medir o campo magnético nos seus três componentes.
O mesmo estava enquadrado dentro do programa de cooperação internacional Interkosmos entre a União Soviética e outros países. Foi injetado em uma órbita inicial de 1294 km de apogeu e 201 km de perigeu, com uma inclinação orbital de 48,4 graus e um período de 99,8 minutos. Reentrou na atmosfera em 6 de dezembro de 1970.